# Hossein Dehghan

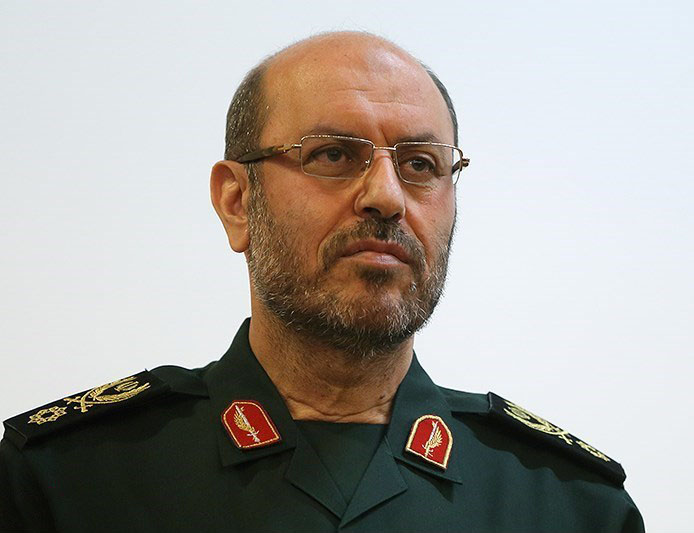
General Hossein Dehghan, vor 2016

Hossein Dehghan oder Hosein Dehqan (persisch حسین دهقان‎; * März 1957) ist ein iranischer Politiker und Generalmajor der Streitkräfte des Iran. Er wurde im August 2013 als Verteidigungsminister der Regierung Rohani I als Nachfolger von Ahmad Vahidi nominiert.
Er diente bereits im Kabinett Ahmadineschad I.